# Bulbophyllum meristorhachis
Bulbophyllum meristorhachis là một loài phong lan thuộc chi Bulbophyllum.